# Ernst Leffmann
Ernst Leffmann (geboren am 23. April 1899 in Köln; gestorben am 22. März 1972 in Arnhem) war ein deutsch-niederländischer Jurist und Fabrikant.
Unmittelbar nach der Machtergreifung der Nationalsozialisten wurde Ernst Leffmann verhaftet und in der Haft misshandelt. Nach seiner Freilassung flüchtete er in die Niederlande. 1943 wurde er verhaftet und ins Durchgangslager Westerbork, später ins KZ Bergen-Belsen verschleppt. Ernst Leffmann gehörte zu den Überlebenden des Verlorenen Zuges, der im April 1945 von Bergen-Belsen aus mit Häftlingen nach Theresienstadt geschickt wurde.
Sowohl vor als auch nach der Zeit des Nationalsozialismus publizierte Ernst Leffmann zahlreiche juristische Schriften und Kommentare zu Gesetzestexten.

## Leben und Werk
Ernst Leffmann wurde als der älteste Sohn des jüdischen Unternehmers Leo (Leser) Leffmann und seiner Ehefrau Johanna (geb. Lohn) in Köln geboren. Im Juni 1903 wurde ein Bruder, Leo Frederick, geboren. Der Vater entstammte aus einer weit verzweigten Kaufmanns- und Unternehmerfamilie und war Geschäftsführer der Korsett- und Trikotagenfabrik Löwenstein & Leffmann. Nachdem der Vater 1903 im Alter von 38 Jahren gestorben war, wuchs Ernst Leffmann in schwierigen finanziellen Verhältnissen auf.
Er besuchte das Gymnasium Kreuzgasse, wo er 1918 das Abitur ablegte. Nach dem Schulabschluss schrieb er sich an der Juristischen Fakultät der Ludwig Maximilians-Universität in München ein. Bevor er sein Studium beginnen konnte, wurde er jedoch zum Kriegsdienst eingezogen.
Das Studium der Rechtswissenschaften schloss Ernst Leffmann am 17. Mai 1922 mit der Promotion über den Staatsgerichtshof an der Juristischen Fakultät der Universität zu Köln ab. Er eröffnete eine Rechtsanwaltskanzlei. Ende der 1920er Jahre ging er nach Berlin und veröffentlichte zahlreiche juristische Publikationen, u. a. den ausführlichen Kommentar zum Zweiten Republikschutzgesetz, der 1931 publiziert wurde.
Januar 1933 heiratete er die geschiedene Johanna Käthe Katzenstein (geb. Salinger), die zwei Kinder mit in die Ehe einbrachte. Der liberale jüdische Rechtsanwalt hält Anfang der 1930er Jahre regelmäßig Vorträge für sozialdemokratische Gewerkschaftsmitglieder. Kurze Zeit nach der Machtergreifung, am Abend des 8. März 1933, wurde er auf einer Gewerkschaftsveranstaltung von SA-Männern zusammengeschlagen und verhaftet. Die Misshandlungen hatten eine dauerhafte Schädigung seines Hörvermögens zur Folge. Nach seiner Freilassung entschloss sich Leffmann zur Flucht in die Niederlande. Im August 1933 emigrierte er nach Arnhem. Nach Berlin kehrte er noch einmal kurz zur Feier der Bar Mitzwa seines Stiefsohns Heinz zurück. Seine Ehefrau folgte ihm ins Exil, während die Kinder in Kassel zunächst bei Verwandten das Schuljahr beendeten. In Arnhem gründete Leffmann die Fabrik NV Chemie Fox und leitete diese bis zum 31. Dezember 1940.
Nach der Besetzung der Niederlande durch die Wehrmacht begannen die antijüdischen Maßnahmen auch in Arnhem. Als die Deportationen begannen, sahen seine (April 1939 auch nach Arnhem geflüchtete) Schwiegereltern, Siegmund und Antonie Salinger keinen Ausweg und nahmen sich am 15. Oktober 1942 in Arnhem das Leben, um sich der Deportation zu entziehen. Leffmann wurde gezwungen, mit seiner Familie in eine kleinere Wohnung zu ziehen. Im Dezember 1942 tauchte die Familie unter. Sie wurden jedoch entdeckt und in das Durchgangslager Westerbork, später in das KZ Bergen-Belsen verschleppt. Vier Tage vor der Befreiung des KZ Bergen-Belsen, am 11. April 1945 wurden 2400 der noch im Lager verbliebenen Häftlinge, unter ihnen Leffmann samt seiner Familie mit dem letzten Transportzug Richtung Ghetto Theresienstadt deportiert. Der Zug irrte in den folgenden 12 Tagen durch Mitteldeutschland und wurde am 23. April 1945 in der Nähe der Ortschaft Tröbitz von der vorrückenden Roten Armee befreit. Leffmann und seine Familie gehörte zu den Überlebenden der Fahrt des Verlorenen Zuges und der anschließend grassierenden Fleckfieber-Epidemie unter den Befreiten.
Nach dem Ende des Zweiten Weltkrieges kehrte Leffmann nach Arnhem zurück und baute erneut eine Fabrik auf. Am 27. Mai 1948 erhielt er die niederländische Staatsbürgerschaft.
Im September 1952 erfolgte die Zulassung als Rechtsanwalt ohne Residenzpflicht in Berlin. In den 1960er Jahren arbeitete er als Dozent in der juristischen Fakultät der Universität zu Köln. Im Jahr 1969 publizierte er die Überarbeitung und den Kommentar des zuletzt 1930 von Alfred Rosenthal veröffentlichten Werkes Gesetz gegen unlauteren Wettbewerb.
Leffmann war ein aktives Mitglied der Liberaal Joodse Gemeente. Er starb am 22. März 1972 in Arnhem.

## Andenken

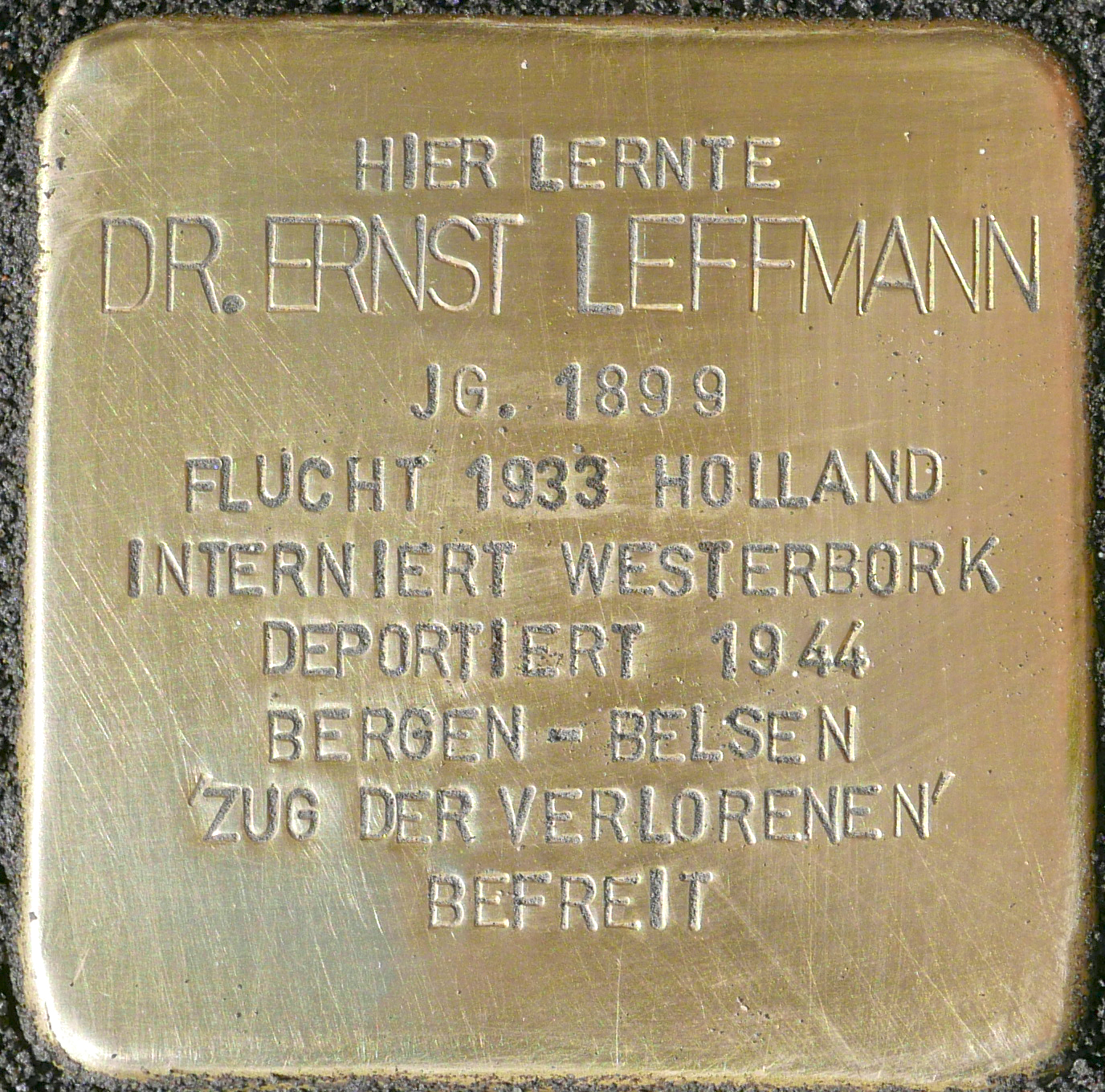
Stolperstein für Ernst Leffmann, vor dem Kölner Gymnasium Kreuzgasse im März 2019 verlegt.

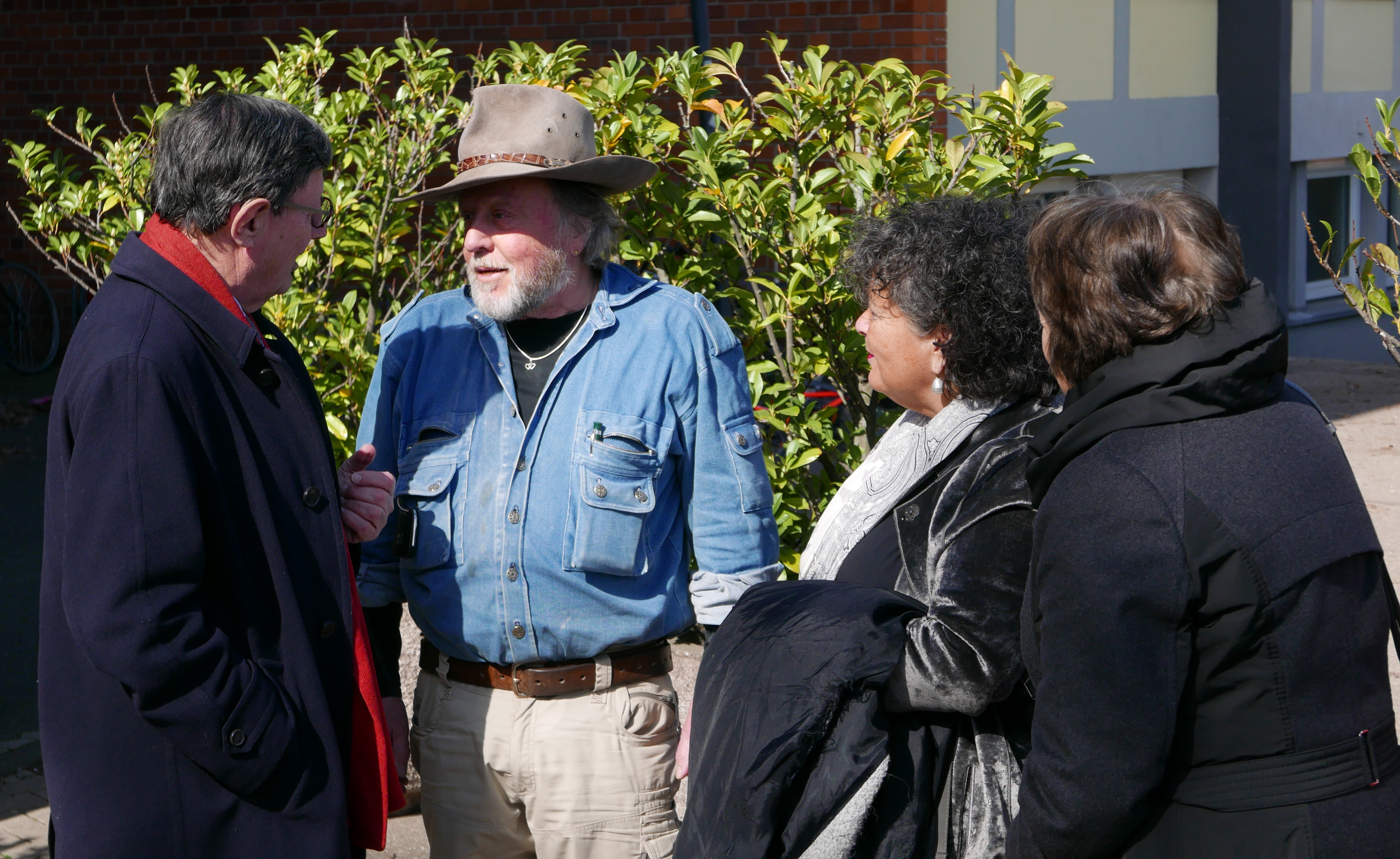
Der Künstler Gunter Demnig im Gespräch mit der Familie des Enkels von Ernst Leffmann

Am 19. März 2019 wurde durch den Künstler Gunter Demnig vor dem Eingang des Gymnasiums Kreuzgasse zum Andenken an Ernst Leffmann ein Stolperstein verlegt. An der Gedenkveranstaltung, die im Beisein seiner Enkel Ernst Numann und Petra Katzenstein stattfand, nahm auch die nordrhein-westfälische Schulministerin Yvonne Gebauer und Vertreter des Zentralrates der Juden und der Synagogengemeinde Köln teil.
In Köln wurden darüber hinaus für fünf seiner Verwandten, unter anderem für seinen Onkel Artur Leffmann und seine Cousine Edith Leffmann Stolpersteine verlegt.

## Werke
- Der Staatsgerichtshof, Dissertation der rechtswissenschaftliche Fakultät der Universität Köln, 1921
- Das Rückgriffsrecht der Sozialversicherungsträger im Rahmen des Haftpflichtrechtes, 1929
- Handbuch des Kraftfahrers, 1930
- Gesetz zum Schutz der Republik, 1931
- Die zivilrechtliche Haftung der Mitglieder der Organe der Krankenkassen und Kassenverbände gegenüber dem Versicherungsträger, 1931
- Das Getreidelagergesetz, 1931 (gemeinsam mit Nikolaus Pennemann)
- Milchgesetz: Handkommentar und eingehenden Erläuterungen unter Verarbeitung der preussischen und bayerischen Ausführungsbestimmungen, 1932 (gemeinsam mit Nikolaus Pennemann)
- Gesetz gegen unlauteren Wettbewerb, 1969 (Bearbeitung und Kommentar des zuletzt 1930 erschienenen Werkes von Alfred Rosenthal)